# مرکز دولتی ترجمه آذربایجان
مرکز دولتی ترجمه آذربایجان (ترکی آذربایجانی: Azərbaycan Dövlət Tərcümə Mərkəzi) یک نهاد دولتی است که وظایفی همچون استفاده درست از زبان رسمی این کشور، سازماندهی و ساماندهی متمرکز امور مربوط به زبان و ترجمه در کشور را بر عهده دارد.

## اطلاعات کلی
مرکز بر اساس فرمان صادره از سوی ریاست جمهوری آذربایجان، الهام علی‌اف، به تاریخ ۲۳ می ۲۰۱۲ (مصادف با خرداد ۱۳۹۲) تأسیس گردید.

## اهداف و رسته فعالیت مرکز
هدف فعالیت‌های مرکز عبارت است از استفادهٔ صحیح از زبان رسمی آذربایجانی، سازماندهی و ساماندهی امور مرتبط با ترجمه به صورت متمرکز در سطح کشور، شناساندن و تبلیغ ادبیات آذربایجانی در سطح بین‌المللی و معرفی ادبیات کشورهای خارجی در آذربایجان.
عرصه‌های فعالیت مرکز به شرح زیر است:
- انجام تمهیدات لازم به منظور استفاده درست از زبان رسمی کشور آذربایجان و تکمیل امر ترجمه در این کشور؛
- اتخاذ تدابیر مربوط در راستای برقراری و بهبود تبادلات اجتماعی - سیاسی، فرهنگی - ادبی، علمی- فنی و روابط بین‌المللی به لحاظ فرایند ترجمه و زبان؛
- نشکیل ارائه خدمات ترجمه در کشور به صورت متمرکز و پرورش مترجمان حرفه ای و کارآزموده؛
- شناساندن و تبلیغ ادبیات آذربایجانی به جهانیان و ادبیات کشورهای خارجی در آذربایجان و ترجمه و نشر آثار ادبی فاخر آذربایجانی به سایر زبان‌ها و آثار ادبی برجسته جهان به زبان رسمی این کشور؛
- انجام اقدام‌های لازم در رابطه با نظارت بر استفاده درست از زبان رسمی این کشور در آثار برگردانده شده، و ساماندهی و ارتقاء سطح کیفیت روند ترجمه آثار علمی، فنی، پزشکی، حقوقی و غیره…

## تارنماها و درگاه‌های مرکز ترجمه
- aztc.gov.az
- achıqkitab.aztc.gov.az
- aydinyol.az
- epiloq.az